# Speciální čarodějnický díl (16. řada)
Speciální čarodějnický díl (alternativně také Speciální čarodějnický díl XV, v anglickém originále Treehouse of Horror XV) je 1. díl 16. řady (celkem 336.) amerického animovaného seriálu Simpsonovi. Scénář napsal Bill Odenkirk a díl režíroval David Silverman. V USA měl premiéru dne 7. listopadu 2004 na stanici Fox Broadcasting Company a v Česku byl poprvé vysílán 25. února 2007 na stanici ČT2.

## Děj
Díl je rozdělen na tři části: Nedova zóna (The Ned Zone), Čtyři popravy a jeden pohřeb (Four Beheadings and a Funeral) a Šéfovi v břiše (In the Belly of the Boss).

### Úvod
Kang a Kodos účinkují v sitcomu Vždycky Kodos. Oba připravují večeři pro svého šéfa. Hlavním chodem jsou Simpsonovi. Homer se peče a zároveň sám ze sebe ujídá, Líza je v polévce, Marge a Maggie jsou v koláči a Bart, který si jediný stěžuje, se smaží na pánvi. Jejich šéfovi večeře chutná. Po dojedení mu praskne břicho, a vyzvrací tak Barta. Kang a Kodos dostávají za večeři mezigalaktické povýšení. Bart si stěžuje, že je z něj teď sirotek, ale mimozemšťané se ho ujmou.

### Nedova zóna
Homer se snaží ze střechy sundat talíř svou bowlingovou koulí. Ta se ale odrazí od komínu a trefí Neda Flanderse. Ten skončí v nemocnici. Tam vyjde najevo, že ta bowlingová koule mu z hlavy vyrazila nádor, který by ho jinak zabil. Doktor Dlaha mu podá ruku a v tom Ned uvidí doktorův hrůzyplný konec pádem z okna. Doktor pak otevře okno, aby do místnosti pustil trochu vzduchu. Homer po něm chce, aby mu podal jeho talíř, který mu spadl na římsu. On se natáhne a začne padat dolů. Cestou dolů si píchne morfium, aby ho pád nebolel. Je mrtvý.
Po propuštění z nemocnice se Ned prochází po městě a snaží se uklidnit, že to byla pouze náhoda. Cestou narazí na Hanse Krtkovice, který visí z drátů elektrického vedení. Ned ho chytí a uvidí jeho smrt. Sežerou ho krokodýli. To Neda vyděsí a Hanse upustí. Ten spadne do kanálu, kde ho sežerou krokodýli. Nedovi se vyplní další předtucha, potká Homera a ten chce vědět, jak zemře on. Ned uvidí, jak ho osobně zastřelí, ale řekne mu, že se udáví obřím sendvičem. Ned se rozhodne prodat svůj dům, aby Homera nemusel zastřelit. Ten ho přitom provokuje, že ho nedokáže zastřelit. Kolem jede šerif Wiggum, Homer si od něj vezme pistoli a dá ji Nedovi, aby ho s ní zastřelil. Ned odolá a nezastřelí ho, čímž změní osud. Samou radostí obejme Homera a uvidí jeho „novou“ smrt. Zemře výbuchem jaderné elektrárny a s ním i všichni ostatní ve městě. Ned mu řekne, aby se držel od elektrárny raději dál. Homer ale do ní stejně jede, protože Lenny má narozeniny a bude dort se zmrzlinou. Ned jede za ním a hledá ho tam. Homer sedí v místnosti s tlačítkem pro destrukci jádra. Ned mu přes mikrofon říká, aby ho nemačkal, ale není mu moc dobře rozumět. Místo „Nemačkej knoflík destrukce.“ Homer slyší „Mačkej knoflík destrukce.“, a tak se ho rozhodne jít ho tedy zmáčknout. Ned se ho snaží zastavit slovy „Nedělej to, všechny zabiješ.“, ale Homer slyší „Dělej, všechny zabiješ.“. Ned rychle běží k ochrance, vezme si od ní pistoli a Homera na poslední chvíli třemi ranami zastřelí. Ten ale začne padat na tlačítko. Naštěstí spadne vedle, pak se ale v křeči obrátí a je těsně vedle něj. Ned si oddychne, ale Homer vyplázne jazyk, který tlačítko zmáčkne. V nebi je Marge na Homera naštvaná. Bůh mu tam přinese jeho talíř.

### Čtyři popravy a jeden pohřeb
Píše se rok 1890 a v Londýně řádí sériový vrah. Šerif Wiggum se snaží „vraha Kotletku“, jak se vrahovi říká, vypátrat. Na pomoc mu přijdou Eliška Simpsonová a její partner doktor Bartley. Šerif za vraha označí Apua, ten se ho snaží uplatit úhoří paštikou, kterou má šerif rád, ale nepomůže mu to. Marge, místní květinářka, jim přinese meč od krve, která prý patří vrahovi. Líza se plně ujímá vyšetřování. U Komiksáka se snaží zjistit, kdo si něj meč koupil. Během hledání ho ale vrah Kotletka zabije. Líza ze záznamu zjistí, že si meč koupil pan Burns. Vydají se ho hledat do opiové čtvrti. Najdou ho ve Vočkově podniku, jak kouří dýmku. Prý mu meč patřil, ale prodal ho za opium tlusťochovi s licousy (Homer), který je také v podniku. Líza a Bart ho začnou pronásledovat po obchodě, až ho šerif chytí. Líza se diví, co dělá v opiovém doupěti. Podezřelý je chycen, ale ve městě se objeví další oběť. Skutečný vrah je stále na svobodě.
Na náměstí se koná Homerova poprava. Šerif u toho znovu jí úhoří paštiku. Popravu přeruší Líza. Homer je prý nevinný. Čepel vrahova meče je pokryta pachem úhoří paštiky. To by ještě moc neznamenalo, ale Lou pak sundá šerifovi čepici, pod kterou nosí kotlety. Wiggum začne utíkat, nasedne do balónu a vzlétne. Ve vzduchu mu ale balón propíchnou svou lodí Kang a Kodos.

### Šéfovi v břiše
Na výstavě vynálezů předvádí profesor Frink svůj redukční paprsek, který dokáže zmenšit předměty. Chystá se zmenšit velkou kapsli obsahující dávku zdraví na celý život. Maggie se dostane z kočárku a je spolu s kapslí zmenšena. Pak se objeví pan Burns, který si kapsli se zdravím na celý život vezme a sní. Marge uslyší dudlík Maggie uvnitř pana Burnse. Profesor dostane nápad, že by ji mohli zachránit zmenšenou ponorkou. Mají ale jen 30 minut, než žaludeční šťávy rozpustí kapsli. Po zmenšení je profesor vpíchne jehlou do krve. Homer se přestane řídit jeho radami a vrazí lodí do srdce. Musí vylézt ven a vyndat ji. Homer si na to vezme jedno žebro. Aby to teď k Maggie stihli, musí se svézt nervovým impulsem. Poté, co ji zachrání, Homer nemůže nastartovat, nemají dost energie na návrat. Jeden z nich tam musí zůstat. Zůstane tam Homer, který se zvětší uvnitř těla pana Burnse.

## Přijetí
Ve Spojených státech díl během premiéry sledovalo 11,29 milionu diváků.
Televizní kritici epizodu hodnotili smíšeně. Pip Ellwood Hughes byl pozitivní a napsal, že pasáž Šéfovi v břiše se stala nejlepší částí dílu. Kevinu Yeomanovi se díl nelíbil a k celé řadě uvedl, že „většina (dílů) byla stará. Nejlepším příkladem toho je Speciální čarodějnický díl, který nejenže nevyvolá jediný smích, ale také ukazuje, jak moc se každoroční tradice začala spoléhat na parodování popkultury nebo hororových filmů, místo aby využila konvencí žánru k vytvoření něčeho vtipného a zapamatovatelného. Čtyři popravy a jeden pohřeb a Šéfovi v břiše ukazují, jak nevtipné a líně napsané tyto halloweenské epizody někdy mohou být.“ Chris Morgan z Cinema Sentries považoval kvalitu dílu za pochybnou.
Na žebříčku 25 nejlepších Speciálních čarodějnických dílů John Hugar umístil epizodu na 21. místo. Líbila se mu Nedova zóna, ale Čtyři popravy a jeden pohřeb považoval za „nevýrazné“. Při sestavování žebříčku 78 nejlepších částí Speciálních čarodějnických dílů se Louis Peitzman vyjádřil k částem této epizody kladně. Nedovu zónu umístil na 56. místo s tím, že „je docela dobře udělaná“, ale uvedl, že díl „jako mnoho epizod z počátku roku 2000 zachází příliš daleko“. Čtyři popravy a jeden pohřeb umístil na 49. místo a řekl, že „osobitý vzhled části je skvělý a vraždy jsou hrůzné, ale samotné řešení záhady nestojí za víc než za pokrčení ramen“. Šéfovi v břiše umístil nejvýše na 44. místo a domníval se, že část má své momenty.
Patrick D. Gaertner ze serveru Puzzled Pagan napsal: „Tento Speciální čarodějnický díl se mi opravdu líbil. Obvykle končí docela dobře, bez ohledu na kvalitu zbytku řady, a myslím, že tento nebude výjimkou. Opravdu se mi líbil praštěný úvod s Kangem a Kodos, kteří mají příšerný sitcom z 80. let, a oprávněně bych si přál celý Speciální čarodějnický díl s touto premisou. A ani zbytek epizody není vůbec špatný. Parodie na Mrtvou zónu byla docela solidní a líbil se mi nápad s Nedem, který zjistí, že bude zodpovědný za zabití Homera, a pak dělá, co může, aby té budoucnosti zabránil. Druhá část byla rozhodně nejlepší, i když do halloweenské estetiky moc nezapadala, ale co už, jakoukoli záminku k tomu, aby se Líza stala Sherlockem Holmesem a sejmula Jacka Rozparovače, beru. A pak je tu poslední část, která vyplnila celou stopáž.“.